# 何塞德聖馬丁 (丘布特省)

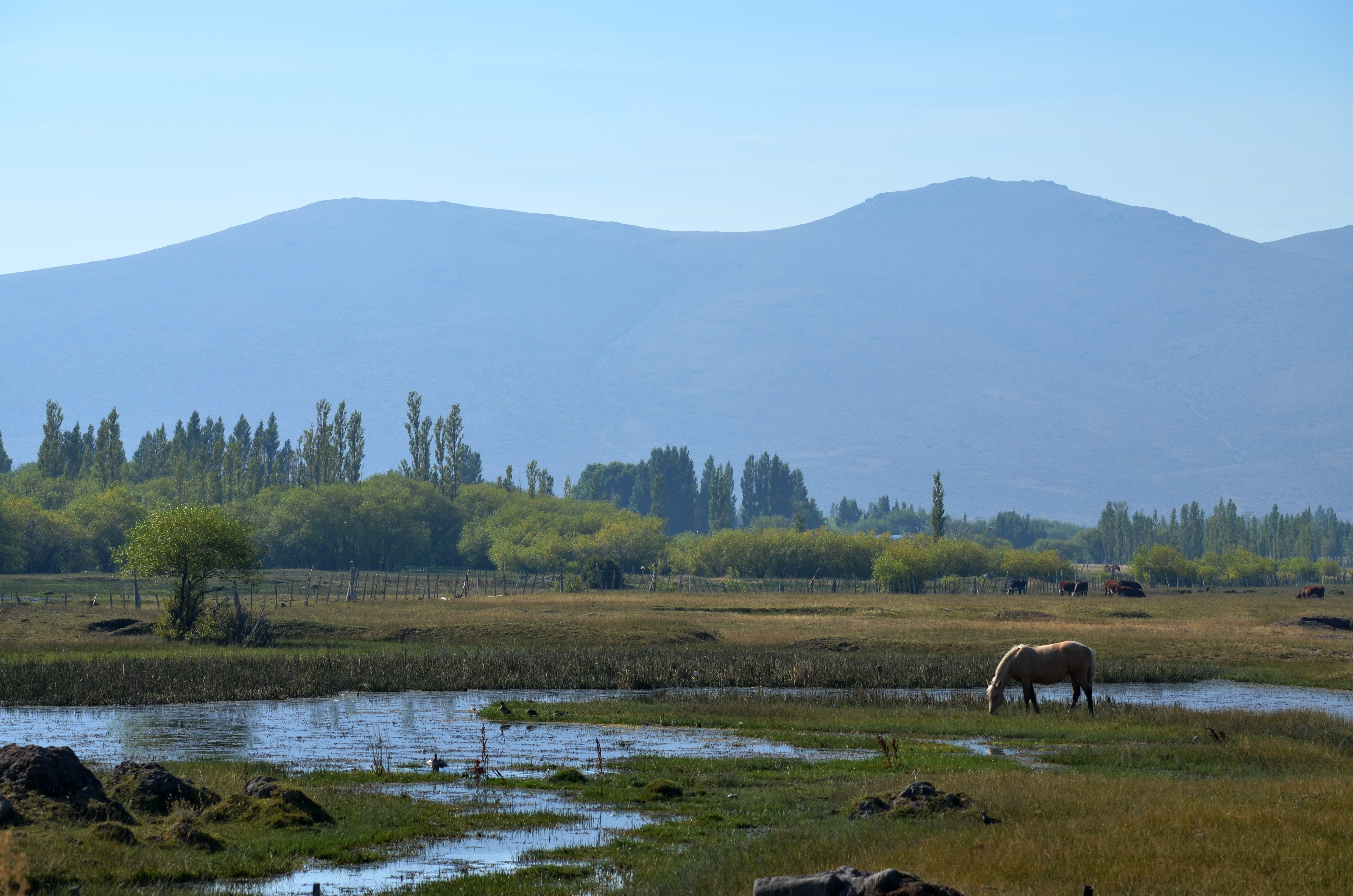
何塞德聖馬丁

44°1′S 70°28′W / 44.017°S 70.467°W
何塞德聖馬丁（西班牙語：José de San Martín），是阿根廷的城鎮，位於該國中部丘布特省，是特韋爾切斯縣的首府，始建於1901年11月11日，該城鎮海拔高度740米，2010年人口1,612。